# Katedrála v Gurku
Katedrála v Gurku (německy: Dom zu Gurk), oficiálně Farní a bývalý katedrální kostel Nanebevzetí Panny Marie (německy: Pfarr- und ehemalige Domkirche Mariae Himmelfahrt) je románský katolický chrám v rakouském městě Gurk. Bývalá katedrála a v současnosti konkatedrála římskokatolické diecéze gurské. Postavena byla mezi lety 1140 až 1200, kdy byla posvěcena. Jde o jednu z nejvýznamnějších románských staveb v Rakousku. Dvojitá věž katedrály měří 60 metrů, dvě věže tvoří západní průčelí. Dále má katedrála galerii, kryptu a tři apsidy. Krypta se 100 sloupy je nejstarší částí kostela. Impozantnost stavby je umocněna tím, že okolí je poměrně málo zastavěno a obydleno, katedrála leží na východním okraji Gurku a jde v podstatě o venkovskou stavbu. Je rakouským kandidátem na zápis do seznamu Světové dědictví UNESCO.

## Dějiny
Místo má dlouhou sakrální historii, v předkřesťanských dobách stál na místě katedrály chrám keltské bohyně Epony. Sakrální stavba zde stála i v římské době, její pozůstatky byly vykopány roku 1926. Po vysvěcení v roce 1174 sem byl přemístěn hrob svaté Emy z Gurku z bývalého benediktinského kláštera, který Ema založila v roce 1043, a který byl zrušen salcburským arcibiskupem Gebhardem v letech 1070-1072, aby bylo možné financovat stavbu katedrály. Ve 13. století kostel poškodilo několik požárů. Po restaurátorských pracích a úpravách byla katedrála v roce 1287 znovu vysvěcena. Kolem roku 1446 byla k příčné lodi přistavěna žebrová klenba a kolem roku 1500 hvězdicová žebrová klenba k chóru. Další požár zničil dřevěné stropy lodi v roce 1525. Na jeho místě byla v roce 1563 instalována dřevěná šindelová střecha. V roce 1591 byla dokončena žebrová klenba ve střední lodi. Hlavní oltář vytvořil saský sochař Michael Hönel v letech 1625 až 1632. S výškou 16 a šířkou téměř 9 metrů zcela vyplňuje hlavní apsidu. Obsahuje 72 figur a 82 hlav andělů. Roku 1654 byl oltář bohatě pozlacen Johannem Seitlingerem. Charakteristické barokní věže získala katedrála v roce 1678 a probošt Otto Kochler plánoval dalekosáhlou přestavbu katedrály. V roce 1744 byl však sesazen pro vysoké dluhy a z plánů sešlo.
Katedrální kapitula založená v roce 1123 se v roce 1787 přestěhovala do Klagenfurtu, bývalé opatství ale ke kostelu stále přiléhá a tvoří s ním architektonický celek. V letech 1924 až 1933 proběhla rozsáhlá rekonstrukce. V 50. letech 20. století byl zrekonstruován barokní interiér, který byl silně zamořen červotočem. V roce 1960 byla katedrála pokryta kamennými dlaždicemi a v letech 1988 a 1992 byly provedeny další restaurátorské práce, během nichž byla obnovena historická polychromie. V předvelikonočním postním období visí před hlavním oltářem postní plátno o rozloze 80 m². Je nejstarší a největší v Rakousku a bylo vytvořeno v roce 1458 Konradem von Friesachem z pověření probošta Johanna Hinderkirchera.